# Miles de Norry
Pour les articles homonymes, voir Norry (homonymie).
Miles de Norry [Milles de Norry, de Noury] est un maître d’école, précepteur, poète et mathématicien né à Chartres vers 1532 et mort après 1586, peut-être à Paris. Il a été actif à Lyon et puis à Paris.

## Biographie
La première trace qu’on a de lui de 1567, lorsqu’il abjure le protestantisme à Lyon – la ville sortait alors d’une domination protestante très affirmée. Il est aussi cité en 1571 comme « Emile de Noury, maître d’école » dans un registre des taxes perçues au nom du roi puis en 1572, taxé pour 10 comme « Milles de Norry, maître d’école. À la même époque il fut le précepteur de Justinien Pense, un fils de la puissant famille Pense, active dans le commerce international avec Anvers, notamment. Il prétend dans son Arithmétique de 1574 avoir pris part à d’importantes affaires depuis longtemps, en France et ailleurs, et semble avoir particulièrement apprécié la comptabilité des marchands italiens, très nombreux à Lyon. Outre son état de maître d’école et de précepteur, il semble donc avoir fréquenté les marchands, comme comptable ou changeur.
Antoine Du Verdier précise qu’avant de s’adonner à l’arithmétique il avait écrit quelques « tragédies et histoires », qui auraient été jouées au théâtre par la troupe des Enfans sans soucy, mais dont aucune n’a été imprimée ni conservée. 
Une seconde époque de sa vie se joue à Paris, où il publie entre 1574 et 1588 plusieurs traités touchant à l’arithmétique commerciale, l’astronomie et les instruments de mathématique. Sa devise savante grecque « O Theos Kai Kronos », et les pièces liminaires qui précèdent son Arithmétique de 1574, signées des poètes de premier plan que sont Jean Dorat et Jean-Antoine de Baïf, ont fait supposer à Nathalie Z. Davis qu’il avait été impliqué à cette époque dans les travaux de l’Académie de Baïf, puis de celle du Palais (devant lesquelles il aurait pu également présenter les instruments qu’il décrit en 1588). On peut supposer, en tout cas, qu’il n’était pas venu là parler d’arithmétique commerciale, les applications pratiques de cette science y étant jugées indignes d’intérêt. Mais de cette implication dans l’Académie on n’a encore aucune trace archivistique.
Son Arithmétique de 1574 inclut un portrait gravé sur bois, à l’âge de 42 ans. Il a également inclus dans ce volume un sonnet destiné à inculquer de bons préceptes à ses enfants, reproduit dans plusieurs anthologies de la poésie du XVIe siècle :
Enfans, après avoir la marâtre Nature
Coupé le fil des ans à mon cours limité,
Si par fort, ou émus de bonne volonté,
Vous contemplez un jour cette mienne figure,
Voyant la bouche close, & des yeux l’ouverture,
Le front tout découvert, & le poil remonté,
Jugez & soutenez qu’en tout j’ai résisté,
Au trop parler, peu voir, honte & fortune dure.
Que cela vous incite à parler sobrement.
Voyez beaucoup, le veoir meuris le jugement ;
Souffrez plutôt la mort, qu’au front une infamie ;
Résistez à fortune, & qu’elle n’ait pouvoir
De vous faire passer rien outre le devoir :
Voilà le seul tombeau auquel je porte envie.

## Œuvres

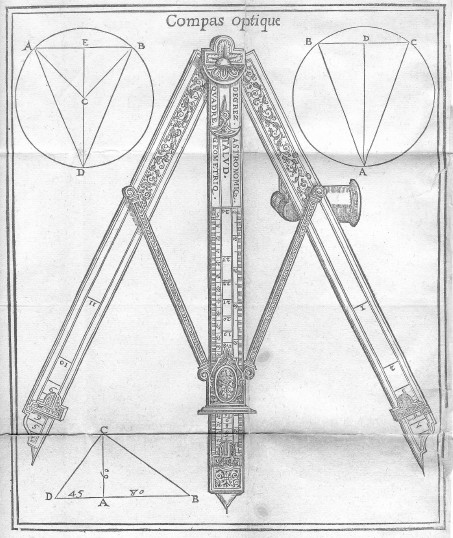
Illustration du compas optique, 1588.

- Les trois journées d’Hélie le Prophète, tragédie perdue[5].
- Les deux journées d’Amon & Thamar, œuvre perdue. Thème repris plus tard par Nicolas Chrétien[6].
- L’Arithmétique de Milles Denorry... contenant la réduction tant de toutes espèces de monnoyes… que des aulnes, brasses, cannes, palmes, poids et autres mesures d’un païs à l’autre... avec la manière universelle des remises, traictes et retours des changes... Paris : Gilles Corbin, [1574]. 4°, [4]-128 f., illustrations. Dédicace à Claude de Pigeon, maître des comptes de la maison de la princesse Élisabeth d'Autriche, épouse de Charles IX de France. Contient aussi un poème néo-latin de Jean Dorat et un sonnet de Jean-Antoine de Baïf. Contient encore un sonnet de Norry à la gloire de la France et un autre du même dédié à ses enfants, transcrit plus haut. Paris BIUSG. New York : Columbia University Library, Special Collections. Sur cet ouvrage, voir Davis 1958 p. 3-5 et Davis 1960 p. 39-42, qui expose le contexte de l’œuvre, dans ses liens à l’usure, la religion, la géométrie, etc.
- Les Quatre premiers livres de l'univers, de M. de Norry, ausquels est traité du nombre, ordre et mouvement des cieux, la description tant poétique qu'astronomique des quarante huict images célestes, des sept planettes, leurs proprietez, grandeurs et influences. Ensemble une table à la fin du livre, servant à l'intelligence des principaux termes astronomiques. – Paris : Gilles Beys, 1583. 4°, 60 f., figures. Dédicace au duc d’Épernon. Paris BNF, Paris Arsenal. Dans cet ouvrage écrit en  vers, l’auteur défend les théories anti-coperniciennes. Voir une analyse dans Busschaert 1999.
- L'Usage et praticque du compas à huict poinctes sur les 48 problèmes des six premiers livres d'Euclide... par M. Denorry... - Paris : pour Guillaume Linocier, 1588. 8°, [4]-20 f., figures. Paris BIUSG. Exemplaire numérisé sur Internet Archive.
- L’usage du compas optique... par M. Denorry... – Paris : Guillaume Linocier, 1588. 8°, 10 f. avec planche dépliante. Dédicace à Charles Robineau. Paris BIUSG : 3 exemplaires pas tous identiques. Un exemplaire numérisé sur Internet Archive. L'instrument avait été fabriqué par Philippe Danfrie (le jeune).

## Pièces liminaires
Milles de Norry a écrit des pièces liminaires dans les ouvrages suivants :
- Le Premier [- Second, - Tiers] livre des chansons à quatre [- cinq] parties composées et mises en musique par M. Jean de Castro, escrites en Anvers par Jean Pollet Lillois demeurant audit Anvers, 1571. 4 ou 5 vol. manuscrits dans une reliure précieuse en vélin doré. Paris BNF (Mss.) : partie de Superius en ms. fr. 25536, partie de Bassus en n.a.f. 1818. Voir la description des manuscrits dans Brooks 1992 (et p. 107-108 sur Norry). Dans ce recueil, une chanson lui est dédiée par le possesseur du volume, le marchand lyonnais Justinien Pense :

Je ne veux pas mon precepteur / Du Thebain estre imitateur / Qui comme espris d’une manie / Avecq son luth musicien impatient / Osta la vie au doux-sonnant Threicien / Fils d’Appollon et d’Uranie.
- Les XXIIII livres de l’Iliade d’Homère, [...] trad. du grec en vers françois, les XI premiers par M. Hugues Salel, [...] et les XII derniers par Amadis Jamin [...] avec le premier & le second de l’Odissée d’Homère par Jacques Peletier du Mans... – Paris : Lucas Breyer, 1577. 3 parties en 1 vol. 8°. Il écrit ici un sonnet au début de la seconde partie.
- Les Œuvres poétiques de Jacques de Courtin de Cissé, gentilhomme percheron. – Paris : pour Gilles Beys, 1581. 8°, [8]-96 f. Il écrit un sonnet à l’auteur, commençant par Cypris de milles fleurs sur les rives d’Alphée...
- Il écrit en poème en l’honneur de Jean Dorat au début des Poematia de cet auteur (Paris : Guillaume Linocier, 1586, 3 parties en un vol. 8°).